# 吉姆·萊勒

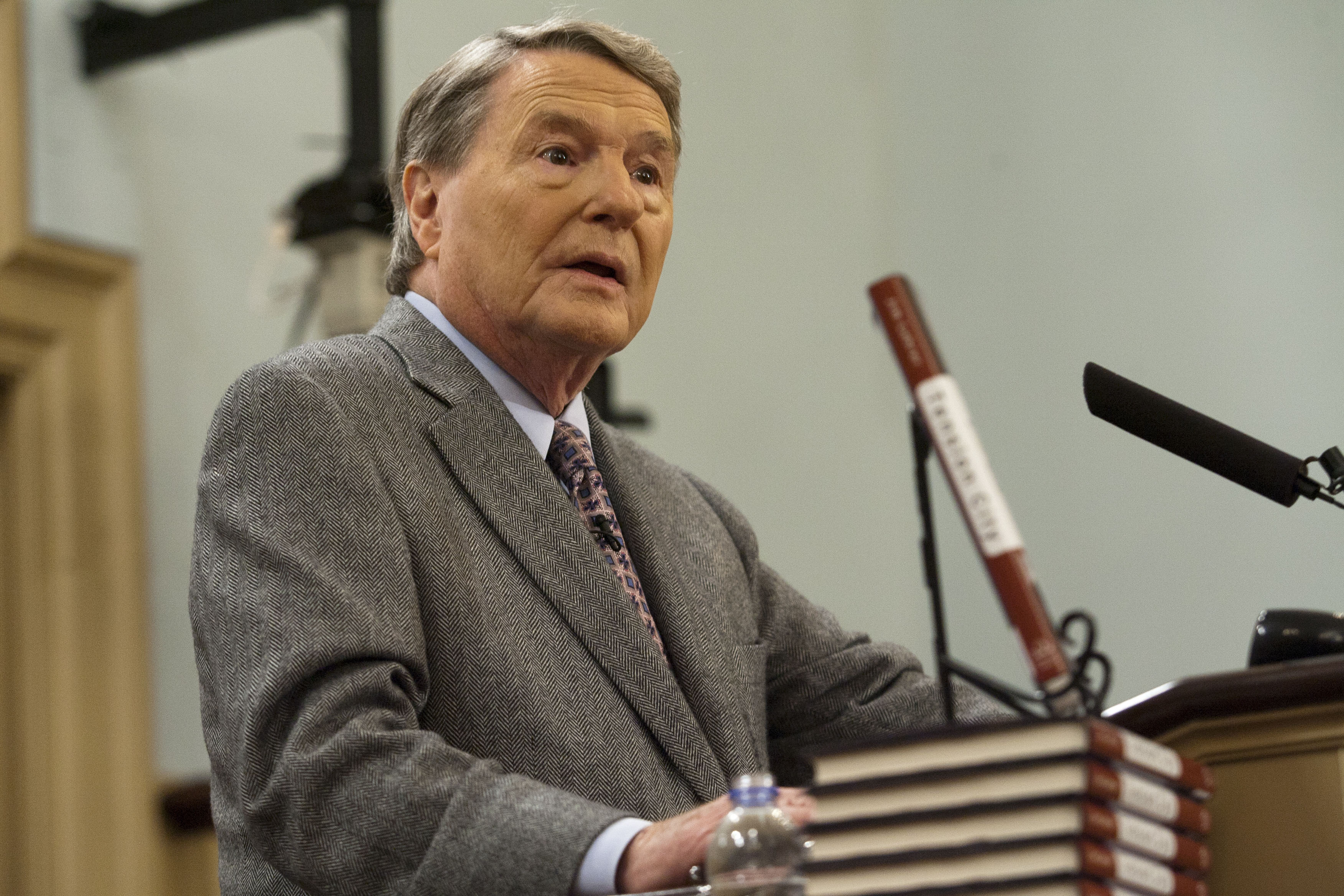
吉姆·萊勒

吉姆·萊勒（James Charles Lehrer，  1934年5月19日－2020年1月23日）是一位美国记者、小说家、编剧和剧作家。 他曾担任美国公共广播电视公司節目PBS新聞一小時的执行编辑和新闻主播。他還在1988年美国总统选举至2012年美國總統選舉期间主持了12场美国总统选举辩论。2020年1月23日，莱勒因心肌梗死在华盛顿哥伦比亚特区的家中去世，享年85岁。他的遗体被火化。 